# خرید عصبی

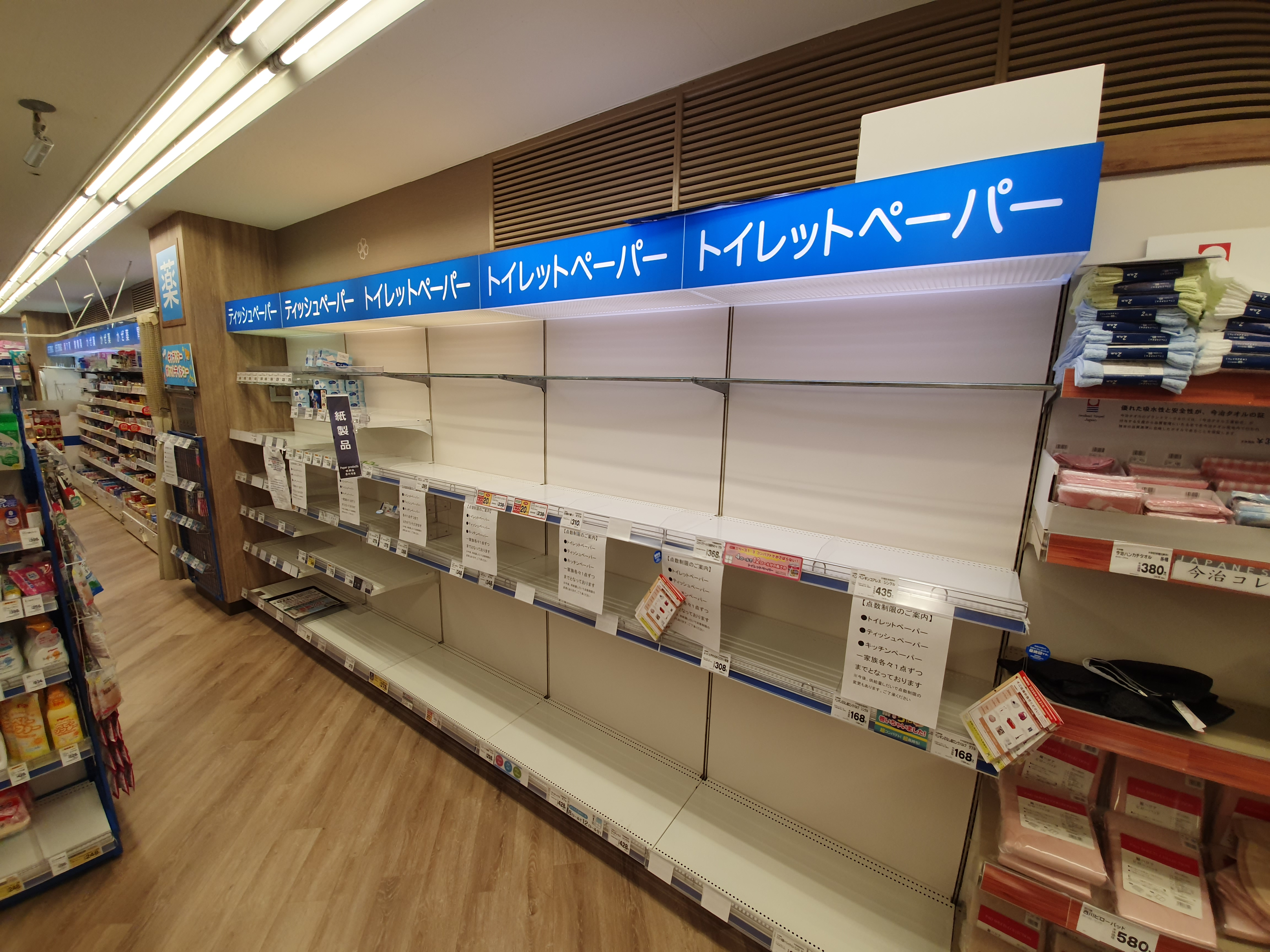
عواقب خرید عصبی در ژاپن به دلیل دنیاگیری ویروس کرونا.

خرید عصبی یا خرید سراسیمه (به انگلیسی: Panic buying) در شرایطی اتفاق می‌افتد که مصرف‌کنندگان مقادیر غیرعادی و قابل توجهی از کالاها را بابت ترس از وقوع یک فاجعه، یا پس از رخ دادن آن خریداری میکنند، همچنین این رفتار میتواند در نتیجه ترس از کمبود یا افزایش قیمت کالایی خاص رخ دهد.
خرید عصبی نوعی رفتار گله‌ای است و در حوزه تئوری رفتار مصرف‌کننده گنجانده می‌شود، طیف گسترده‌ای از مطالعات اقتصادی که حول محور «اقدامات جمعی، مانند مد و لباس، رفتار بورس کالا، کالاهای مصرفی، احتکار و بحران‌های بانکداری» می‌چرخند.
خرید عصبی ممکن است بر پایه پیش‌گویی خودمحقق‌کننده، بدون در نظر گرفتن اینکه خطر کمبود واقعی باشد صورت گیرد و نهایتاً منجر به کمبودهای واقعی شود.

## نمونه‌ها
خرید عصبی در ابتدا، هنگام و پس از وقوع این رویدادها صورت گرفته‌است.
- ۱۹۴۳ قحطی بنگال[۴]
- بحران موشکی کوبا در سال ۱۹۶۲ - منجر به خرید عصبی مواد غذایی کنسرو شده در ایالات متحده شد[۵]
- بحران نفت ۱۹۷۹ – ۸۰ منجر به خرید عصبی نفت به رهبری ژاپن شد.[۶]
- مشکل سال ۲۰۰۰ - مواد غذایی[۷][۸]
- در ژانویه و فوریه ۲۰۰۳، در حین شیوع سارس، چندین نمونه از خرید عصبی محصولات مختلف (از جمله نمک، برنج، سرکه، روغن نباتی، آنتی‌بیوتیکها، ماسک‌ها و داروهای سنتی چینی) در استان چین گوانگدونگ و همسایگانش رخ داد. مناطقی مانند هاینان و هنگ کنگ.[۹]
- اعتراضات سوخت ۲۰۰۰ و ۲۰۰۵ بریتانیا[۱۰][۱۱]
- ۲۰۰۵ انفجار کارخانه شیمیایی جیلین - آب و مواد غذایی[۱۲]
- ۲۰۰۵ آتش‌سوزی بنسفیلد[۱۳][۱۴]

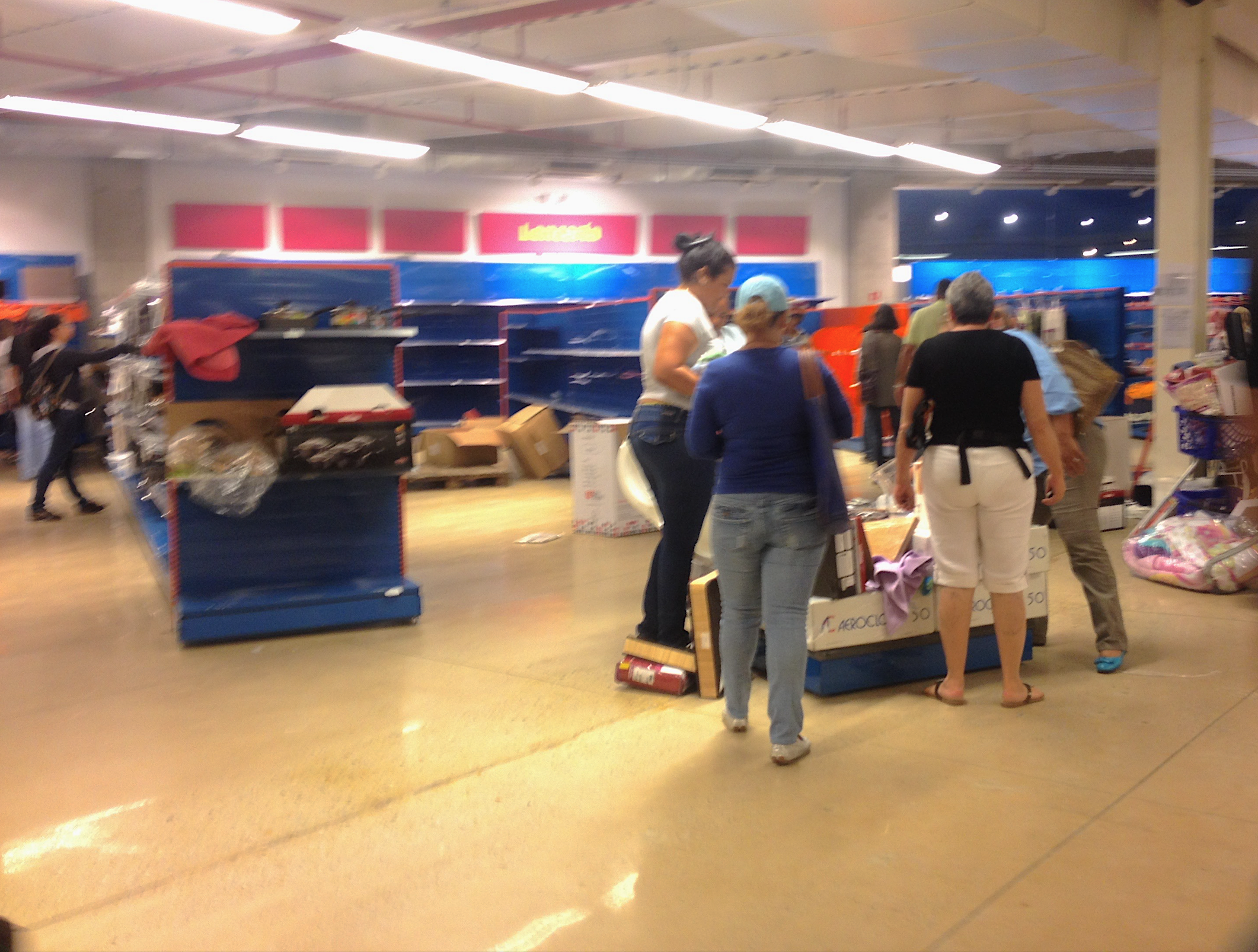
ونزوئلایی‌ها در حال ربودن وسایل در جریان داکازو طی بحران ونزوئلا

- ۲۰۰۸–۱۳۱۳ کمبود مهمات در ایالات متحده - خرید عصبی مهمات توسط صاحبان اسلحه که از قوانین سختگیرانه کنترل اسلحه تحت ریاست جمهوری باراک اوباما می‌ترسیدند یکی از دلایل کمبود مهمات در بازار ایالات متحده شد.[۱۵][۱۶]
- در سپتامبر ۲۰۱۳ در جریان بحران اقتصادی ونزوئلا، دولت ونزوئلا به‌طور موقت امور کارخانه دستمال توالت شرکت تولید کاغذ آراگوا را به عهده گرفت تا پس از ماه‌ها کمبود کالاهای اساسی - از جمله دستمال توالت و مواد غذایی مانند برنج و روغن- مسائل آن را مدیریت کند. عامل این کمبودها متوجه «سیاست‌های غلط دولت مانند کنترل قیمت کالاهای اساسی و محدودیت‌های شدید در ارزهای خارجی» و وقوع احتکار معرفی شد.[۱۷]
- داکازو - در بحبوحه "کاهش حمایت‌گرانه" پیش از انتخابات شهرداری ونزوئلا در سال ۲۰۱۳، رئیس‌جمهور ونزوئلا، نیکولاس مادورو، از اشغال نظامی فروشگاه هادر ۸ نوامبر ۲۰۱۳ خبر داد و بیان کرد "هیچ چیز را در قفسه‌ها نگذارید!"[۱۸] اعلام قیمت‌های پایین باعث غارتگری در سراسر ونزوئلا شد.[۱۹] با پایان داکازو، بسیاری از فروشگاه‌های ونزوئلا خالی از هرگونه کالایی شده بودند.[۲۰] یک سال بعد در نوامبر ۲۰۱۴، برخی از فروشگاه‌ها همچنان در پی داکازو خالی مانده بودند.[۲۱]
- دنیاگیری کروناویروس ۲۰۱۹–۲۰ - کمبود ماسک، مواد غذایی، دستمال توالت، ضد عفونی کننده دست و الکل.[۲۲] در تاریخ ۵ فوریه و در پی بحران کاغذ توالت، اکانت‌هایی در توییتر اعلام کردند که بر اساس «شایعات آنلاین» در وان چای، هنگ کنگ، «احتکار عصبی» روی داده‌است.[۲۳][۲۴] تا ۳ مارس، در استرالیا جیره‌بندی دستمال توالت در دستورکار قرار گرفت.[۲۵][۲۶] در تاریخ ۶ مارس، سی ان ان گزارش داد که پدیده خرید عصبی کاغذ توالت جهانی است.[۲۷]